# Vayres (Haute-Vienne)
Vayres-les-Roses redirige ici.
Pour les articles homonymes, voir Vayres.
Vayres est une commune française située dans le département de la Haute-Vienne, en région Nouvelle-Aquitaine.
Elle est intégrée au parc naturel régional Périgord-Limousin.

## Géographie

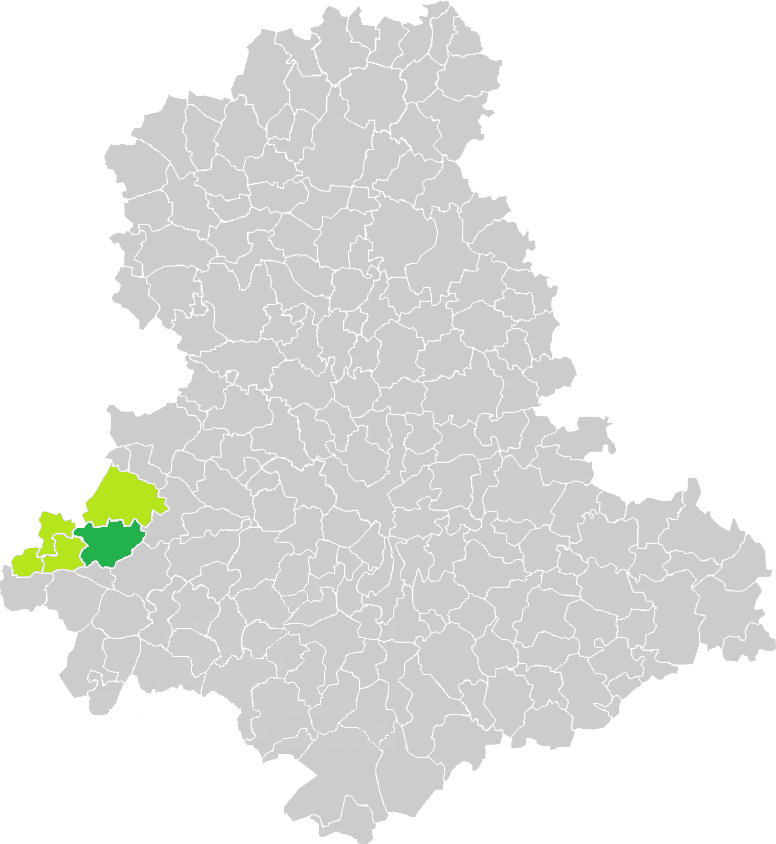
Situation de la commune de Vayres en Haute-Vienne.

### Communes limitrophes
| Pressignac (Charente) | Rochechouart | Saint-Auvent       |
| Videix                | Vayres       | Oradour-sur-Vayres |
| Chéronnac             | Saint-Bazile |                    |

### Géologie
La commune se trouve dans l'emprise du cratère de la météorite de Rochechouart.

### Climat
Pour des articles plus généraux, voir Climat de la Nouvelle-Aquitaine et Climat de la Haute-Vienne.
Historiquement, la commune est exposée à un climat océanique limousin.  
En 2020, Météo-France publie une typologie des climats de la France métropolitaine dans laquelle la commune est exposée à un climat océanique altéré et est dans la région climatique  Poitou-Charentes, caractérisée par un bon ensoleillement, particulièrement en été et des vents modérés.
Pour la période 1971-2000, la température annuelle moyenne est de 11,4 °C, avec une amplitude thermique annuelle de 14,6 °C. Le cumul annuel moyen de précipitations est de 1 019 mm, avec 13,2 jours de précipitations en janvier et 7,8 jours en juillet. Pour la période 1991-2020, la température moyenne annuelle observée sur la station météorologique la plus proche, située sur la commune de Rochechouart à 7,24 km à vol d'oiseau, est de 12,2 °C et le cumul annuel moyen de précipitations est de 963,9 mm,. Pour l'avenir, les paramètres climatiques de la commune estimés pour 2050 selon différents scénarios d'émission de gaz à effet de serre sont consultables sur un site dédié publié par Météo-France en novembre 2022.

## Urbanisme

### Typologie
Au 1er janvier 2024, Vayres est catégorisée commune rurale à habitat très dispersé, selon la nouvelle grille communale de densité à sept niveaux définie par l'Insee en 2022.
Elle est située hors unité urbaine et hors attraction des villes,.

### Occupation des sols
L'occupation des sols de la commune, telle qu'elle ressort de la base de données européenne d’occupation biophysique des sols Corine Land Cover (CLC), est marquée par l'importance des territoires agricoles (68,9 % en 2018), une proportion sensiblement équivalente à celle de 1990 (68,7 %). La répartition détaillée en 2018 est la suivante : 
zones agricoles hétérogènes (37,2 %), prairies (31,6 %), forêts (29,8 %), zones urbanisées (1,4 %), terres arables (0,1 %). L'évolution de l’occupation des sols de la commune et de ses infrastructures peut être observée sur les différentes représentations cartographiques du territoire : la carte de Cassini (XVIIIe siècle), la carte d'état-major (1820-1866) et les cartes ou photos aériennes de l'IGN pour la période actuelle (1950 à aujourd'hui).

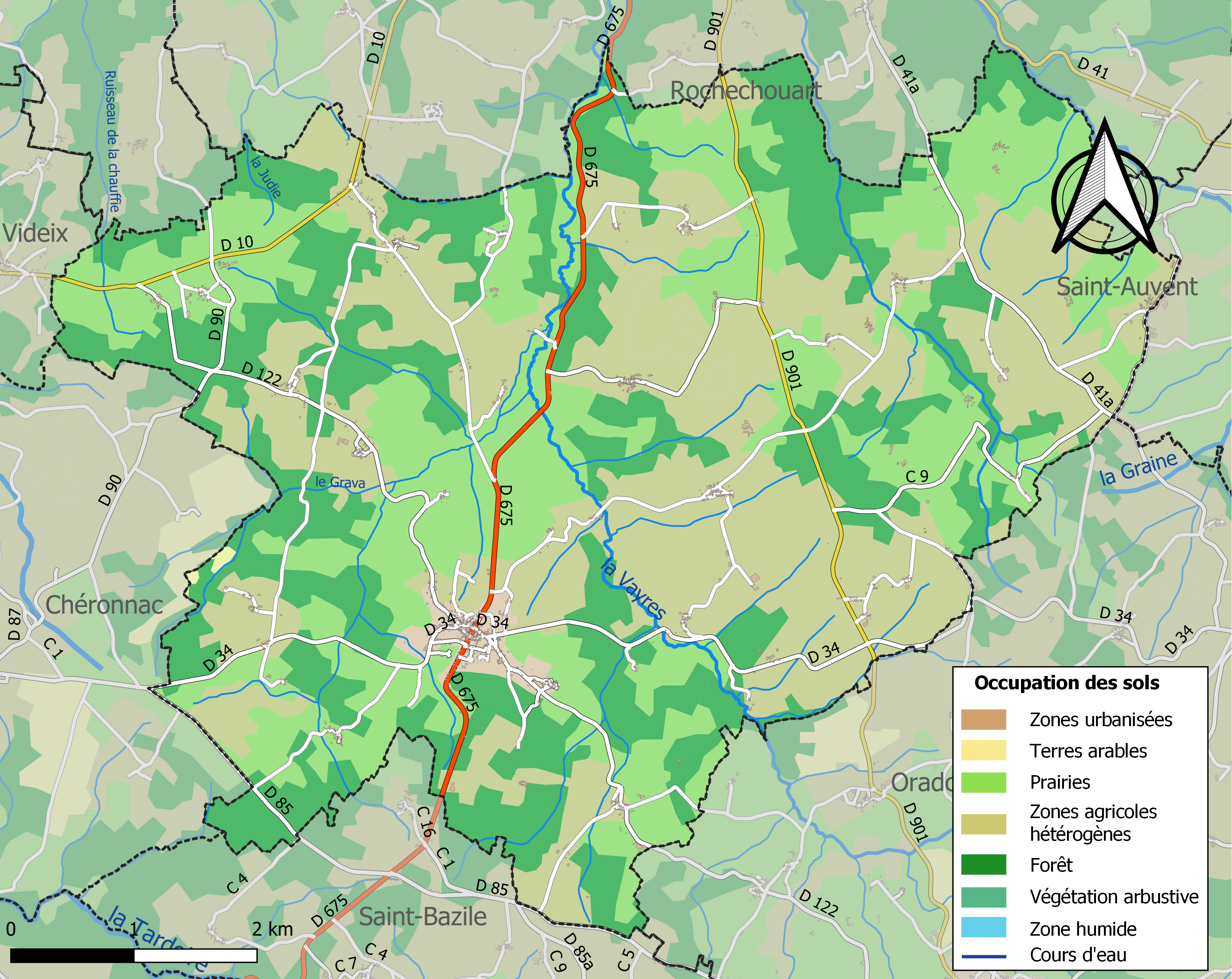
Carte des infrastructures et de l'occupation des sols de la commune en 2018 (CLC).

### Risques majeurs
Le territoire de la commune de Vayres est vulnérable à différents aléas naturels : météorologiques (tempête, orage, neige, grand froid, canicule ou sécheresse) et séisme (sismicité faible). Il est également exposé à un risque particulier : le risque de radon. Un site publié par le BRGM permet d'évaluer simplement et rapidement les risques d'un bien localisé soit par son adresse soit par le numéro de sa parcelle.

#### Risques naturels

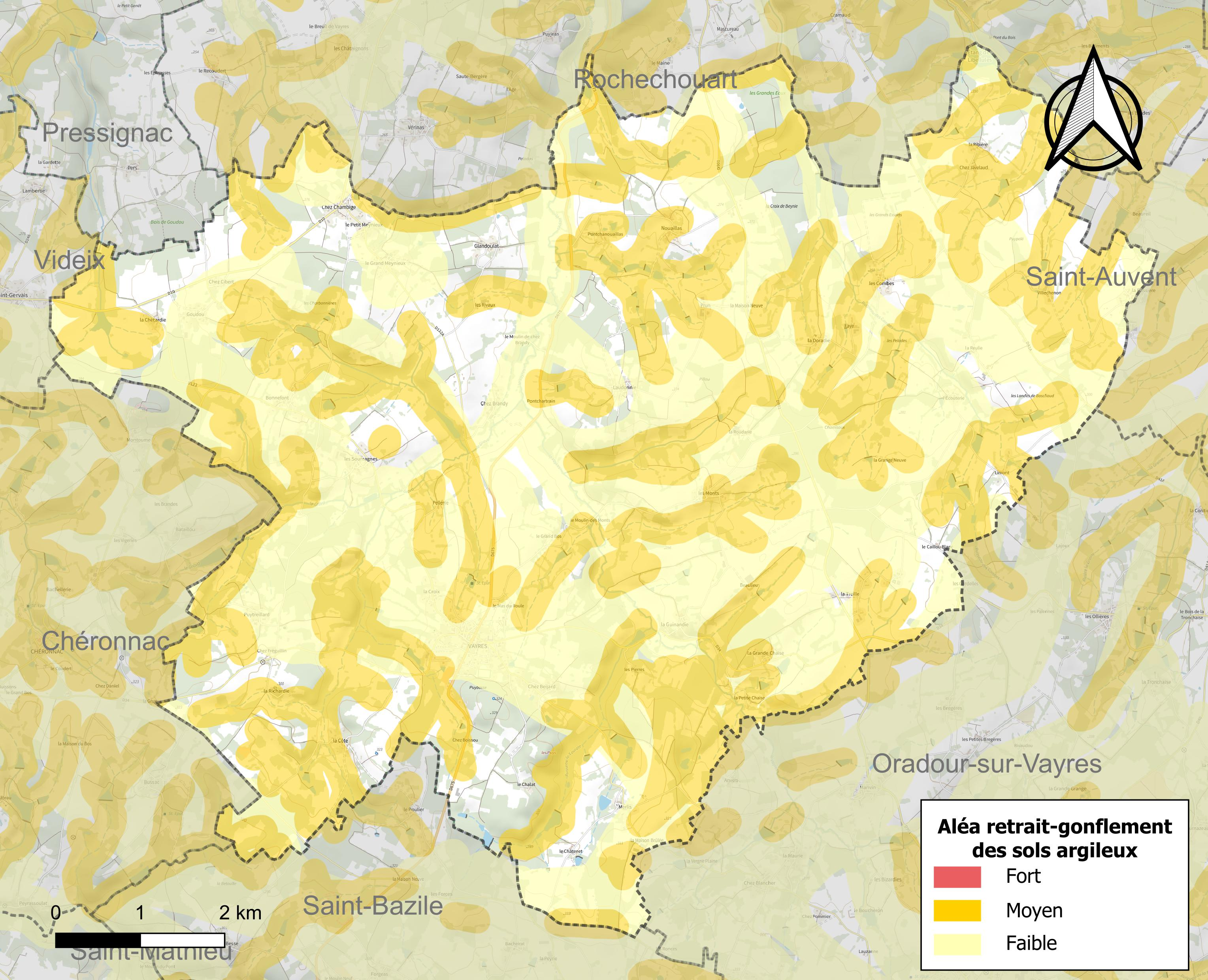
Carte des zones d'aléa retrait-gonflement des sols argileux de Vayres.

Le retrait-gonflement des sols argileux est susceptible d'engendrer des dommages importants aux bâtiments en cas d’alternance de périodes de sécheresse et de pluie. 46,1 % de la superficie communale est en aléa moyen ou fort (27 % au niveau départemental et 48,5 % au niveau national métropolitain). Depuis le 1er octobre 2020, en application de la loi ÉLAN, différentes contraintes s'imposent aux vendeurs, maîtres d'ouvrages ou constructeurs de biens situés dans une zone classée en aléa moyen ou fort,.
La commune a été reconnue en état de catastrophe naturelle au titre des dommages causés par les inondations et coulées de boue survenues en 1982 et 1999 et par des mouvements de terrain en 1999.

#### Risque particulier
Dans plusieurs parties du territoire national, le radon, accumulé dans certains logements ou autres locaux, peut constituer une source significative d’exposition de la population aux rayonnements ionisants. Selon la classification de 2018, la commune de Vayres est classée en zone 3, à savoir zone à potentiel radon significatif.

## Politique et administration
| Période                                  | Période                  | Identité         | Étiquette | Qualité                                                                                         |
| ---------------------------------------- | ------------------------ | ---------------- | --------- | ----------------------------------------------------------------------------------------------- |
| juin 1908                                | ?                        | Jean Leclerc     |           |                                                                                                 |
| juin 1995                                | mars 2001                | René Habrias     | PCF       |                                                                                                 |
| mars 2001                                | mai 2020                 | Jocelyne Réjasse | PS        | Aide-Soignante Conseillère Départementale (PS) de 2015 à 2021 au département de la Haute-Vienne |
| mai 2020                                 | octobre 2024 (démission) | Vanessa Lannette | REC       | Chef d'entreprise                                                                               |
| décembre 2024                            | En cours                 | Fabrice Penichon |           |                                                                                                 |
| Les données manquantes sont à compléter. |                          |                  |           |                                                                                                 |

## Démographie
L'évolution du nombre d'habitants est connue à travers les recensements de la population effectués dans la commune depuis 1793. Pour les communes de moins de 10 000 habitants, une enquête de recensement portant sur toute la population est réalisée tous les cinq ans, les populations de référence des années intermédiaires étant quant à elles estimées par interpolation ou extrapolation. Pour la commune, le premier recensement exhaustif entrant dans le cadre du nouveau dispositif a été réalisé en 2006.

En 2022, la commune comptait 708 habitants, en évolution de −5,98 % par rapport à 2016 (Haute-Vienne : −0,68 %, France hors Mayotte : +2,11 %).
| 1793  | 1800  | 1806  | 1821  | 1831  | 1836  | 1841  | 1846  | 1851  |
| ----- | ----- | ----- | ----- | ----- | ----- | ----- | ----- | ----- |
| 2 600 | 2 448 | 1 583 | 1 787 | 1 779 | 2 010 | 2 007 | 2 194 | 2 228 |

| 1856  | 1861  | 1866  | 1872  | 1876  | 1881  | 1886  | 1891  | 1896  |
| ----- | ----- | ----- | ----- | ----- | ----- | ----- | ----- | ----- |
| 2 208 | 2 083 | 2 156 | 1 934 | 1 958 | 2 076 | 2 160 | 2 233 | 2 252 |

| 1901  | 1906  | 1911  | 1921  | 1926  | 1931  | 1936  | 1946  | 1954  |
| ----- | ----- | ----- | ----- | ----- | ----- | ----- | ----- | ----- |
| 2 210 | 2 193 | 2 136 | 1 967 | 1 922 | 1 719 | 1 692 | 1 574 | 1 503 |

| 1962  | 1968  | 1975  | 1982 | 1990 | 1999 | 2006 | 2011 | 2016 |
| ----- | ----- | ----- | ---- | ---- | ---- | ---- | ---- | ---- |
| 1 565 | 1 388 | 1 127 | 991  | 946  | 873  | 833  | 830  | 753  |

| 2021 | 2022 | - | - | - | - | - | - | - |
| ---- | ---- | - | - | - | - | - | - | - |
| 717  | 708  | - | - | - | - | - | - | - |

## Lieux et monuments
Vayres a déposé une requête auprès du Conseil d'État, celle de changer son nom en celui de Vayres-les-Roses, en référence aux centaines de roses qui décorent la commune. De plus, les rues du village font toutes allusion à cette fleur.
- Église Saint-Jean de Vayres.

### Patrimoine naturel
La commune fait partie du géosite de l'astroblème de Rochechouart-Chassenon.

## Personnalités liées à la commune
- Charles Leclerc, né le 29 septembre 1887 à Vayres  et mort le 9 décembre 1962 à Vayres, est un homme politique français.
- Jean Leclerc, né le 29 mars 1859 à Vayres  et mort le 30 juillet 1945 à Vayres, est un homme politique français.

## Pour approfondir